# 源顕清
源 顕清（みなもと の あききよ）は、平安時代後期の武士。筑前守・源仲宗の次男。兄弟に惟清、仲清、光清らがあり、子に宗清（村上蔵人）、定国、業国、盛国、養子に為国がある。白河院蔵人。村上顕清とも記される。

## 略歴
兄弟らと共に白河院蔵人を務め院昇殿者となっていたが、嘉保元年（1094年）8月に兄・惟清が院を呪詛したとしてこれに連座し失脚、越前国への配流が言い渡された（『中右記』同年8月17日条）。なお『尊卑分脈』では配流先を信濃国とし、甥盛清の子・為国を養子として信濃村上氏の嫡流を継承させたとあるが、同系図には混乱がみられ詳細は不明。